# Aeroportul Cap. FAP Pedro Canga Rodríguez
Aeroportul Cap. FAP Pedro Canga Rodríguez (IATA: TBP, ICAO: SPME) este un aeroport din Tumbes Department⁠(d), Peru ce deservește zona Tumbes. Aeroportul a fost tranzitat în 2022 de 401.336 de pasageri.
Situat la o altitudine de 35 m, aeroportul dispune de o singură pistă. Este operat de Aeropuertos del Perú⁠(d).